# René Arnoux
René Alexandre Arnoux (Grenoble, 4 de julho de 1948) é um automobilista francês.

## Biografia
Arnoux competiu na Fórmula Um de 1978 a 1989, obtendo 7 vitórias, 18 pole positions, 22 podiums e 181 pontos em toda a sua carreira. Competiu na GP Masters, ao lado de outros veteranos da Fórmula 1.

### Antes da Fórmula 1
Entusiasmou-se cedo pelo automobilismo, e em 1976 disputava a Fórmula 2, onde foi vice-campeão, com um ponto a menos que o vencedor e futuro companheiro de equipe, Jean-Pierre Jabouille. Em 1977 volta à carga e ganha o Europeu de Formula 2 com autoridade.[carece de fontes?]

### Martini e Surtees (1978)
Em 1978, começa a sua carreira na Formula 1. Contudo, a pequena equipe Martini não tinha condições para mais altos voos, e antes que a época acabe, esta retira-se. Depois vai substituir o acidentado italiano Vittorio Brambilla na Surtees, mas esta equipe está nas suas horas finais, e pouco havia a fazer. Nenhum ponto.[carece de fontes?]

### Renault (1979–1982)
Para o ano de 1979, a Renault escolhe-o para que ele seja o seu segundo piloto, e a primeira oportunidade que ele têm para brilhar é… no Grande Prêmio da França em Dijon-Prenois, onde a batalha final pelo segundo lugar, com o Ferrari do canadense Gilles Villeneuve, é hoje em dia considerada como uma das mais brilhantes batalhas da história do automobilismo. Pode não ter vencido a batalha contra Villeneuve, mas deixou seu nome estampado na Fórmula 1. O 3º lugar final dá-lhe o seu primeiro podium de sempre, fato que repete no GP da Grã-Bretanha em Silverstone, acaba em 2º, atrás do Williams do suíço Clay Regazzoni. Na Áustria, consegue a sua primeira pole position, fato que repete na Holanda. Em Watkins Glen, o GP dos Estados Unidos, a última prova do campeonato, termina em 2º. Termina o campeonato em 8º lugar com 17 pontos, conseguindo: duas poles, três podiums e duas voltas mais rápidas.
Em 1980, tem um início de temporada fabuloso: ganha em Interlagos, o GP do Brasil, sua primeira vitória na carreira, e no GP da África do Sul em Kyalami, colocando-se na frente do campeonato do Mundo. Mas esta euforia dura até a 5ª etapa, o GP da Bélgica, e depois disso, o melhor que consegue é um 2º na Holanda. Termina o campeonato em 6º lugar com 29 pontos: duas vitórias, três podiums, duas poles e quatro voltas mais rápidas.
Para o campeonato 1981, Arnoux conta com um novo companheiro de equipe e compatriota: Alain Prost. O jovem francês do carro número 15 mostra do que é feito, e rapidamente consegue ser melhor do que ele. O melhor que Arnoux consegue é ser 2º na Áustria. Finaliza o campeonato em 9º lugar com 11 pontos. Para além disso, obteve: quatro pole positions e uma volta mais rápida.
Na temporada de 1982, Arnoux vê a ascensão de Prost a primeiro piloto, depois de este ter ganho as duas primeiras provas do campeonato: África do Sul e Brasil, (em função das desclassificações dos carros de: Nelson Piquet (vencedor) e Keke Rosberg (2º colocado)). Para piorar as coisas, nessa altura, o francês do carro #16 não consegue mais do que um 3º lugar. Essa tensão chega ao auge no Grande Prêmio da França desse ano: a equipe tinha combinado que Arnoux deveria deixá-lo passar em melhor situação no campeonato. Ora, Arnoux, que tinha feito a pole position, achou que tal ideia era ultrajante e não acatou a ordem. Resultado: Arnoux venceu a prova, mas à frente dele, o caldo ficou entornado e começou a procurar equipe para o próximo ano.
Arnoux ainda foi 2º na Alemanha em Hockenheim e venceu na Itália em Monza. Ficou em 6º lugar na classificação geral com 28 pontos. Para além disso, fez: cinco pole-positions, quatro podiuns e uma volta mais rápida. Após a última prova, deixava o time e foi procurar outro no próximo ano.[carece de fontes?]

### Ferrari (1983–1985)
O seu novo time para 1983 chamava-se… Ferrari! A sua rapidez não tinha passado despercebido ao “Comendatore” Enzo Ferrari e foi correr numa dupla totalmente francesa ao lado de Patrick Tambay. Domina rapidamente seu colega de equipe vencendo três Grandes Prêmios: Canadá, Alemanha e Holanda. Foi a sua melhor temporada no ano de estreia da sua nova equipe, pois após o 2º no GP da Itália, o piloto do carro vermelho número 28 estava 2 pontos atrás do seu compatriota Alain Prost da Renault. A grande chance de Arnoux ser o primeiro piloto francês a conquistar o título era excepcional, mas na penúltima etapa, no GP da Europa em Brands Hatch, ela se diluiu com a rodada na subida da curva Surtees, assim que abriu a 19ª volta. Perdendo muitas posições, fez uma enorme corrida de recuperação e terminou-a em 9º lugar (não pontuou), descendo para a 3ª posição no campeonato com a vitória de Nelson Piquet. Necessitava de uma vitória na última etapa, o GP da África do Sul, e torcer para que Prost termine em 6º e Piquet em 4º. Na corrida, a chance de ser campeão durou apenas 9 voltas, quando o motor do carro #28 estourou e deixando seus rivais na luta disputando-o. O 3º lugar no campeonato com 49 pontos foi o melhor em toda a sua carreira com: três vitórias, sete podiums, quatro pole-positions e duas voltas mais rápidas. Embora não tenha ficado com a taça, pelo menos fez a sua equipe junto com seu colega compatriota com os pontos marcados a conquistar o título de construtores, algo que só conquistaria novamente 16 anos mais tarde…
O campeonato de 1984, o carro perde alguma competitividade em favor da McLaren e da Lotus. Arnoux não ganha, não faz poles, não lidera nenhuma volta e o melhor que obteve são dois 2º lugares em: San Marino e Dallas. O seu novo companheiro de equipe, Michele Alboreto, ainda ganha uma corrida. Classificou-se em 6º no Mundial com 27 pontos: quatro podiums e duas voltas mais rápidas.
Para a temporada de 1985, na corrida de abertura, o Grande Prêmio do Brasil, Arnoux começava com um bom 4º lugar. Mas mal ele sabia que isso seria a sua última prova com a Ferrari… antes do GP de Portugal, misteriosamente, a cúpula ferrarista dispensa os seus serviços, substituindo-o pelo sueco Stefan Johansson. Fica o resto do ano sem competir com apenas 3 pontos na etapa brasileira e o 18º lugar no Mundial de Pilotos.[carece de fontes?]

### Ligier (1986–1989)
Regressa à competição pelas mãos da Ligier e o potente motor Renault Turbo no campeonato de 1986. Tem 37 anos e a sua rapidez continua intacta. Coloca o seu carro regularmente nos pontos, mas não alcança nenhum podium. Termina o ano com 17 pontos, dando-lhe um 10º lugar.
Continua na equipe em 1987, mas está em declínio, porque não podia contar com o propulsor francês, que se retirou da categoria. Em princípio, a equipe contaria com o motor Alfa Romeo, mas o próprio piloto recusou que o time utilizasse-o no Mundial, pois nos testes se mostrou muito fraco. Rapidamente, o time de Guy Ligier fechou com a Megatron, a preparadora dos BMW Turbo. Com isso, a equipe não esteve presente na corrida de abertura, o Grande Prêmio do Brasil. A participação dela começou na segunda etapa em San Marino. Na troca de motores, o piloto conseguiu terminar apenas cinco provas, mas uma concluiu nos pontos com o 6º na Bélgica, acabando o campeonato em 17º lugar com 1 ponto.
Na temporada de 1988, a equipe troca novamente de motor e parte para o aspirado Judd V8, (a estreia do propulsor na categoria). Seu companheiro de equipe foi aquele que o substituiu definitivamente três anos antes, a partir da corrida de Portugal: o sueco Stefan Johansson. Com o novo motor, Arnoux termina cinco provas, mas nenhum ponto conquistado.
O turbo foi banido no campeonato de 1989, e todas as equipes tinha que usar motor aspirado. A equipe troca mais uma vez o motor; agora era o Ford Cosworth V8. No terceiro ano de Ligier, o piloto encontrou muitas dificuldades para classificar o carro no grid, pois era nas últimas filas chegando a ter a companhia de pilotos como Nelson Piquet…. O francês do carro número 25 não se alinhou por sete etapas e apenas nove obteve êxito; concluiu seis corridas, mas apenas uma foi nos pontos com o honrável 5º lugar no Grande Prêmio do Canadá, debaixo de chuva. Encerra o campeonato em 22º lugar com 2 pontos e também é o final de sua carreira na Formula 1 com 41 anos.

### Após a Fórmula 1
Arnoux montou um negócio bem sucedido de pistas de karting indoor na França. Atualmente têm quatro pistas a funcionar, duas na região parisiense, uma em Lyon e outra em Marselha. No final de 2006, decidiu voltar a colocar o capacete ao participar no Grand Prix Masters, a Formula 1 com mais de 45 anos.[carece de fontes?]

## Estatísticas
- Largadas na Formula 1: 149
- Todos os GPs: 164

Vitórias na Fórmula 1
- Grande Prêmio do Brasil de 1980
- Grande Prêmio da África do Sul de 1980
- Grande Prêmio da França de 1982
- Grande Prêmio da Itália de 1982
- Grande Prêmio do Canadá de 1983
- Grande Prêmio da Alemanha de 1983
- Grande Prêmio dos Países Baixos de 1983
- Primeiro GP: Zolder'78 (Grande Prémio da Bélgica de 1978).
- Último GP: Adelaide'89 (Grande Prémio da Austrália de 1989).
- Primeira Poleposition: Österreichring'79 (Grande Prêmio da Áustria de 1979).
- Última Poleposition: Silverstone'83 (Grande Prêmio da Grã-Bretanha de 1983).

Vitórias por equipe:
Renault: 4
Ferrari: 3

### Resultados nas 24 Horas de Le Mans[1]
| Ano  | Equipe                              | Nº | Co-Pilotos                  | Chassi                 | Pneus | Classe | Voltas | Posição | Posição Na Categoria |
| Ano  | Equipe                              | Nº | Co-Pilotos                  | Motor                  | Pneus | Classe | Voltas | Posição | Posição Na Categoria |
| ---- | ----------------------------------- | -- | --------------------------- | ---------------------- | ----- | ------ | ------ | ------- | -------------------- |
| 1977 | J. Haran de Chaunac                 | 16 | Didier Pironi Guy Fréquelin | Renault Alpine A442    | M     | S +2.0 | 0      | DNF     | DNF                  |
| 1977 | J. Haran de Chaunac                 | 16 | Didier Pironi Guy Fréquelin | Renault 2.0L Turbo V6  | M     | S +2.0 | 0      | DNF     | DNF                  |
| 1994 | Rent-A-Car Racing Team Luigi Racing | 40 | Justin Bell Bertrand Balas  | Dodge Viper RT/10      | M     | GT1    | 273    | 12º     | 3º                   |
| 1994 | Rent-A-Car Racing Team Luigi Racing | 40 | Justin Bell Bertrand Balas  | Dodge 8.0L V10         | M     | GT1    | 273    | 12º     | 3º                   |
| 1995 | Euromotorsport Racing Inc.          | 1  | Massimo Sigala Jay Cochran  | Ferrari 333 SP         | G     | WSC    | 7      | DNF     | DNF                  |
| 1995 | Euromotorsport Racing Inc.          | 1  | Massimo Sigala Jay Cochran  | Ferrari F310E 4.0L V12 | G     | WSC    | 7      | DNF     | DNF                  |

## Todos os resultados na Fórmula 1
() (Corrida em negrito indica pole position, corridas em itálico indica volta mais rápida)
| Ano  | Nome Oficial da Equipe     | Chassis         | Motor                        | 1         | 2         | 3         | 4         | 5         | 6         | 7         | 8         | 9         | 10        | 11        | 12        | 13        | 14        | 15        | 16        | Pontos | Posição  |
| ---- | -------------------------- | --------------- | ---------------------------- | --------- | --------- | --------- | --------- | --------- | --------- | --------- | --------- | --------- | --------- | --------- | --------- | --------- | --------- | --------- | --------- | ------ | -------- |
| 1978 | Martini Racing             | Martini MK23    | Ford Cosworth DFV V8         | ARG       | BRA       | RSA NQ G  | USW       | MON NPQ G | BEL 9º G  | ESP       | SWE       | FRA 14º G | GBR       | GER NPQ G | AUT 9º G  | NED Ret G | ITA       |           |           | 0      | NC (26º) |
| 1978 | Team Surtees               | Surtees TS20    | Ford Cosworth DFV V8         |           |           |           |           |           |           |           |           |           |           |           |           |           |           | USA 9º G  | CAN Ret G | 0      | NC (26º) |
| 1979 | Equipe Renault Elf         | Renault RS01    | Renault-Gordini EF1 V6 Turbo | ARG Ret M | BRA Ret M | RSA Ret M | USW NP M  | ESP 9º M  | BEL Ret M |           |           |           |           |           |           |           |           |           |           | 17     | 8º       |
| 1979 | Equipe Renault Elf         | Renault RS10    | Renault-Gordini EF1 V6 Turbo |           |           |           |           |           |           | MON Ret M | FRA 3º M  | GBR 2º M  | GER Ret M | AUT 6º M  | NED Ret M | ITA Ret M | CAN Ret M | USA 2º M  |           | 17     | 8º       |
| 1980 | Equipe Renault Elf         | Renault RE20    | Renault-Gordini EF1 V6 Turbo | ARG Ret M | BRA 1º M  | RSA 1º M  | USW 9º M  | BEL 4º M  | MON Ret M | FRA 5º M  | GBR NC M  | GER Ret M | AUT 9º M  | NED 2º M  | ITA 10º M | CAN Ret M | USE 7º M  |           |           | 29     | 6º       |
| 1981 | Equipe Renault Elf         | Renault RE20B   | Renault-Gordini EF1 V6 Turbo | USW 8º M  | BRA Ret M | ARG 5º M  | SMR 8º M  |           | MON Ret M |           |           |           |           |           |           |           |           |           |           | 11     | 9º       |
| 1981 | Equipe Renault Elf         | Renault RE30    | Renault-Gordini EF1 V6 Turbo |           |           |           |           | BEL NQ M  |           | ESP 9º M  | FRA 4º M  | GBR 9º M  | GER 13º M | AUT 2º M  | NED Ret M | ITA Ret M | CAN Ret M | LVG Ret M |           | 11     | 9º       |
| 1982 | Equipe Renault Elf         | Renault RE30B   | Renault-Gordini EF1 V6 Turbo | RSA 3º M  | BRA Ret M | USW Ret M | SMR Ret M | BEL Ret M | MON Ret M | USE 10º M | CAN Ret M | NED Ret M | GBR Ret M | FRA 1º M  | GER 2º M  | AUT Ret M | SUI 16º M | ITA 1º M  | LVG Ret M | 28     | 6º       |
| 1983 | Scuderia Ferrari SpA SEFAC | Ferrari 126 C2B | Ferrari 021 V6 Turbo         | BRA 10º G | USW 3º G  | FRA 7º G  | SMR 3º G  | MON Ret G | BEL Ret G | USE Ret G | CAN 1º G  |           |           |           |           |           |           |           |           | 49     | 3º       |
| 1983 | Scuderia Ferrari SpA SEFAC | Ferrari 126 C3  | Ferrari 021 V6 Turbo         |           |           |           |           |           |           |           |           | GBR 5º G  | GER 1º G  | AUT 2º G  | NED 1º G  | ITA 2º G  | EUR 9º G  | AFS Ret G |           | 49     | 3º       |
| 1984 | Scuderia Ferrari SpA SEFAC | Ferrari 126 C4  | Ferrari 031 V6 Turbo         | BRA Ret G | RSA Ret G | BEL 3º G  | SMR 2º G  | FRA 4º G  | MON 31 G  | CAN 5º G  | USE Ret G | DAL 2º G  | GBR 6º G  | GER 6º G  | AUT 7º G  | NED 11º G | ITA Ret G | EUR 5º G  | POR 9º G  | 27     | 6º       |
| 1985 | Scuderia Ferrari SpA SEFAC | Ferrari 156/85  | Ferrari 031 V6 Turbo         | BRA 4º G  | POR       | SMR       | MON       | CAN       | USE       | FRA       | GBR       | GER       | AUT       | NED       | ITA       | BEL       | EUR       | RSA       | AUS       | 3      | 18º      |
| 1986 | Equipe Ligier              | Ligier JS27     | Renault EF15 V6 Turbo        | BRA 4º P  | ESP Ret P | SMR Ret P | MON 5º P  | BEL Ret P | CAN 6º P  | EUA Ret P | FRA 5º P  | GBR 4º P  | GER 4º P  | HUN Ret P | AUT 10º P | ITA Ret P | POR 7º P  | MEX 15º P | AUS 7º P  | 14     | 8º       |
| 1987 | Ligier Loto                | Ligier JS29B    | Megatron M12/13 L4 Turbo     | BRA       | SMR DNS G | BEL 6º G  | MON 11º G | EUA 10º G |           |           |           |           |           |           |           |           |           |           |           | 1      | 20º      |
| 1987 | Ligier Loto                | Ligier JS29C    | Megatron M12/13 L4 Turbo     |           |           |           |           |           | FRA Ret G | GBR Ret G | ALE Ret G | HUN Ret G | AUT 10º G | ITA 10º G | POR Ret G | ESP Ret G | MEX Ret G | JAP Ret G | AUS Ret G | 1      | 20º      |
| 1988 | Ligier Loto                | Ligier JS31     | Judd CV V8                   | BRA Ret G | SMR NQ G  | MON Ret G | MEX Ret G | CAN Ret G | EUA Ret G | FRA NQ G  | GBR 18º G | ALE 17º G | HUN Ret G | BEL Ret G | ITA 13º G | POR 10º G | ESP Ret G | JAP 17º G | AUS Ret G | 0      | NC (28º) |
| 1989 | Ligier Loto                | Ligier JS33     | Ford Cosworth DFR V8         | BRA NQ G  | SMR NQ G  | MON 12º G | MEX 14º G | EUA NQ G  | CAN 5º G  | FRA Ret G | GBR NQ G  | ALE 11º G | HUN NQ G  | BEL Ret G | ITA 9º G  | POR 13º G | ESP NQ G  | JAP NQ G  | AUS Ret G | 2      | 24º      |

↑1  O número de voltas da prova não teve 75% da distância percorrida, foi atribuído metade dos pontos do 1º ao 6º lugar. Arnoux marcou 2 pontos com o 3º lugar.